# 明日、春が来たら
「明日、春が来たら」（あした はるがきたら）は、1997年3月21日に発売された松たか子のメジャー・デビュー・シングル。本項では2007年に音楽配信で発売された「明日、春が来たら 97-07」についても記述する。

## 明日、春が来たら

### 解説
発売3週目でTOP10入りし、5週目で最高位8位を記録した。最終的には約50万枚を売上げ、松たか子最大のヒット曲となっており、ライブでも頻繁に披露されている松の代表曲となっている。

### メディアでの披露
松は同年のNHK『第48回NHK紅白歌合戦』に出場し、紅白初出場を果たす。前回は紅組司会を務めていた。

### タイアップ
NTT「わくわく新生活キャンペーン」CMソング。

### 収録曲
作曲・編曲:日向大介
1. 明日、春が来たら
  - 作詞:坂元裕二
  - 仮タイトルは「ネギトロタマゴ」[2]。
  - ウイングスの「心のラヴ・ソング」が「Aメロしかないのに非常にお洒落」という楽曲の構造に惹かれ、「その曲のリズムの速いバージョンを作る」ことを音楽上のコンセプトとして制作された[2]。
  - ロサンゼルスでレコーディングされた[3]。
2. ずっと…いようよ
  - 作詞:松たか子
  - 松は永山耕三から「女の子が3人でドライブに行く」というテーマを出されて詞を書いたが、「どうみても2人ですね」と振り返っている[2]。
  - 当初永山は「横浜横須賀道路を走っている」シーンをイメージしていたが、松には理解されなかった[3]。
  - 当時、松が必死に歌詞を書いた[3]。
3. 明日、春が来たら（ORIGINAL KARAOKE）

## 明日、春が来たら 97-07

### 解説
2007年、松の歌手デビュー10周年を記念し、松の現在の心境を綴った歌詞も元の坂元裕二の歌詞に加える形で取り入れた『明日、春が来たら 97-07』が発表された。当初は音楽配信のみであったが、同年4月25日に発売された松の8枚目のオリジナルアルバム『Cherish You』の1曲目として収録された。同年11月9日にNHK総合テレビで放送された『プレミアム10』で放送された松の歌手デビュー10周年を記念した特別番組でも披露されたことがある。
2018年3月付で、日本レコード協会より有料音楽配信認定でゴールド認定された。

## 収録アルバム
明日、春が来たら
- オリジナル・アルバム『空の鏡』
- ベスト・アルバム『Five years 〜singles』
- ベスト・アルバム『footsteps 〜10th Anniversary Complete Best〜』

明日、春が来たら 97-07
- オリジナル・アルバム『Cherish You』
- ベスト・アルバム『footsteps 〜10th Anniversary Complete Best〜』

## カバー
明日、春が来たら
- 菊地真（平田宏美） - アルバム『THE IDOLM@STER MASTER SPECIAL“SPRING”』（2010年3月17日発売）に収録。
- ClariS - ミニ・アルバム『SPRING TRACKS -春のうた-』（2016年3月2日発売）に収録。
- anderlust - シングル『いつかの自分』（2016年8月24日発売）に収録。フジテレビ系テレビアニメ『バッテリー』エンディングテーマ [5]
- 河内健悟 - アルバム『Jアコ vol.2 〜Acoustic Cover Compilation〜』（2021年6月23日発売）に収録。
- H ZETTRIO - アルバム『SPEED MUSIC ソクドノオンガク vol. 6』（2022年4月27日）に収録。
- Lefty Hand Cream - 配信シングル『松たか子「明日、春が来たら」Full cover by Lefty Hand Cream』（2023年4月3日）に配信。